# Zaburzenia smaku
Zaburzenia smaku – zespół objawów związanych z nieprawidłowym odczuwaniem bodźców smakowych. Przyczyn zaburzeń smakowych jest wiele, a ich patogeneza związana jest z uszkodzeniem drogi smakowej. Uszkodzenie może być zlokalizowane w każdym miejscu jej przebiegu: od błony śluzowej języka (kubki smakowe) do kory mózgowej.

## Podział zaburzeń smakowych
Zaburzenia ilościowe
- ageuzja – brak odczuwania wszystkich smaków
- hipogeuzja – zmniejszone odczuwanie bodźców smakowych
- hipergeuzja – nadwrażliwość smakowa: nadmierne odczuwanie bodźców smakowych – szczególnie w endokrynopatiach oraz u niektórych kobiet podczas ciąży lub miesiączki

Zaburzenia jakościowe
- parageuzja – nieprawidłowe odczuwanie smaków
- kakogeuzja – nieprzyjemne odczuwanie bodźców smakowych: na przykład nieprzyjemny metaliczny smak po uszkodzeniu struny bębenkowej
- fantogeuzja – omamy smakowe – odczuwanie smaków pomimo braku bodźca smakowego

## Przyczyny zaburzeń smakowych
- zmiany wrodzone uwarunkowane genetycznie polegające na niewykształceniu kubków smakowych
- zapalenia błony śluzowej jamy ustnej i języka najczęściej popromienne – jako skutek radioterapii nowotworów zlokalizowanych w obrębie głowy
- po operacjach otolaryngologicznych w obszarze twarzoczaszki, które zaburzają prawidłowe stosunki anatomiczne:
  - resekcje języka
  - rozległe operacje nowotworów dna jamy ustnej
  - rozległe operacje części ustnej gardła i w zakresie podniebienia
  - stan po laryngektomii całkowitej
  - operacje gruczołów ślinowych zmniejszające ilość lub skład wydzielanej śliny do jamie ustnej
  - zabiegi otochirurgiczne w obszarze jamy bębenkowej, których konsekwencją jest przecięcie struny bębenkowej
- choroby ogólnoustrojowe w tym metaboliczne:
  - cukrzyca
  - przewlekła niewydolność nerek
  - choroby wątroby
- zaburzenie gospodarki niektórych pierwiastków śladowych szczególnie cynku i miedzi, które biorą udział w przetwarzaniu bodźców smakowych na poziomie komórkowym – zaburzenia te mogą być także wynikiem wymienionych wyżej chorób ogólnoustrojowych
- awitaminozy szczególnie z grupy B oraz witaminy A
- choroby endokrynologiczne
  - hipotyreoza
  - niedoczynność kory nadnerczy
  - zespół złego wchłaniania – na skutek niedoborów witaminowych i pierwiastków śladowych
- przewlekłe stosowanie używek i środków odurzających
- neuroinfekcje uszkadzające nerwy czaszkowe, którymi biegną bodźce smakowe: (VII, IX, X)
- choroby pasożytnicze: akantameboza
- urazy mózgoczaszki i inne choroby mózgu prowadzące do uszkodzenia kory smakowej
- podrażnienia kory smakowej padaczka z aurą smakową
- zaburzenia smakowe występujące w psychozach np. w schizofrenii
- przewlekłe stosowanie niektórych leków
  - inhibitory pompy protonowej: lanzoprazol
  - cefalosporyny: ceftriakson
  - monobaktamy: aztreonam
  - leki przeciwpierwotniakowe: metronidazol
  - leki przeciwzakrzepowe: fenidion
  - leki hipolipemiczne: klofibrat
  - leki przeciwgrzybicze: amfoterycyna B
  - chemioterapia przeciwnowotworowa: doksorubicyna
  - leki stosowane w leczeniu dny moczanowej: kolchicyna
  - inhibitory konwertazy angiotensyny: kaptopril
  - leki przeciwcukrzycowe: metformina
  - leki przeciwdepresyjne: imipramina